# Cañaveruelas (kommunhuvudort)
Cañaveruelas är en kommunhuvudort i Spanien.   Den ligger i provinsen Provincia de Cuenca och regionen Kastilien-La Mancha, i den centrala delen av landet, 90 km öster om huvudstaden Madrid. Cañaveruelas ligger 797 meter över havet och antalet invånare är 197.
Terrängen runt Cañaveruelas är kuperad österut, men västerut är den platt. Runt Cañaveruelas är det mycket glesbefolkat, med 6 invånare per kvadratkilometer. Närmaste större samhälle är Villalba del Rey, 6,0 km söder om Cañaveruelas. Trakten runt Cañaveruelas består till största delen av jordbruksmark.